# Levoča
Levoča (en allemand : Leutschau ; en hongrois : Lőcse ; en polonais : Lewocza) est une ville de la région de Prešov, en Slovaquie, et le chef-lieu du district de Levoča. Sa population s'élevait à 14 827 habitants en 2013. Elle est au patrimoine mondial de l'UNESCO.

## Géographie
|  |

## Histoire
Levoča est située dans la région historique de Spiš, habitée dès l'Âge de la pierre. Colonisée par les magyars dès le XIe siècle, elle fait partie du royaume de Hongrie jusqu'en 1918. À la suite des invasions tatares (1241-1242) et du dépeuplement qui s'ensuivit, des populations germaniques sont invitées par les rois de Hongrie à s'y établir comme hôtes (hospites). La plus ancienne mention de Levoča remonte à 1249 (Leucha) dans une lettre de Béla IV. En 1271, Levoča est la capitale des Saxons du comitat de Szepes. En 1321, les droits de commerce sont étendus pour inciter marchands, artisans et propriétaires de mines à s’y installer. La ville reçoit en 1371 le statut de ville libre royale.
Levoča est détruite par des incendies en 1332 et en 1431. Elle subit plusieurs attaques hussites entre 1440 et 1450. La ville devient protestante dans la première moitié du XVIe siècle. À cette époque, l'hostilité envers le voisin Késmár dure depuis près de cent ans, entraînant également des affrontements armés. La ville est à nouveau détruite en 1550 et en 1599 par de grands incendies avant d'être reconstruite à la fin du XVIe siècle dans un style Renaissance. La ville subit également des épidémies de peste. Lőrinc Breuer († 1664) y installe une première presse typographique en 1630, laquelle fonctionnera jusqu'en 1754. Les jésuites y fondent un célèbre lycée en 1672, dans lequel enseigna notamment Maximilien Hell, physicien et astronome de renom. La Contre-Réforme rend en 1687 les églises aux catholiques. Durant la guerre d'Indépendance de Rákóczi, la ville subit un siège de trois mois par le général et maréchal autrichien Georg Löffelholz (1661-1719), qui reprend la ville en 1709 finalement désertée par les troupes kuruc. La ville reste jusqu'au traité de Trianon le siège du comitat de Szepes.
Elle est inscrite au patrimoine mondial par l'UNESCO le 28 juin 2009 comme extension du site du château de Spiš (slovaque : Spišský Hrad) et des monuments culturels associés.

## Démographie

### Évolution de la population
| Année:               | 1994.  | 2004.   | 2014.   | 2024.   |
| -------------------- | ------ | ------- | ------- | ------- |
| Nombre de personnes: | 13 548 | 14 604  | 14 783  | 13 905  |
| Différence:          |        | +7,79 % | +1,22 % | -5,93 % |

| Année:               | 2023.  | 2024.   |
| -------------------- | ------ | ------- |
| Nombre de personnes: | 13 944 | 13 905  |
| Différence:          |        | -0,27 % |

## Monuments historiques
- Église gothique Saint-Jacques
- Maison Thurzo
- Porte de Košice
- L'hôtel de ville du XVe siècle

### Monuments

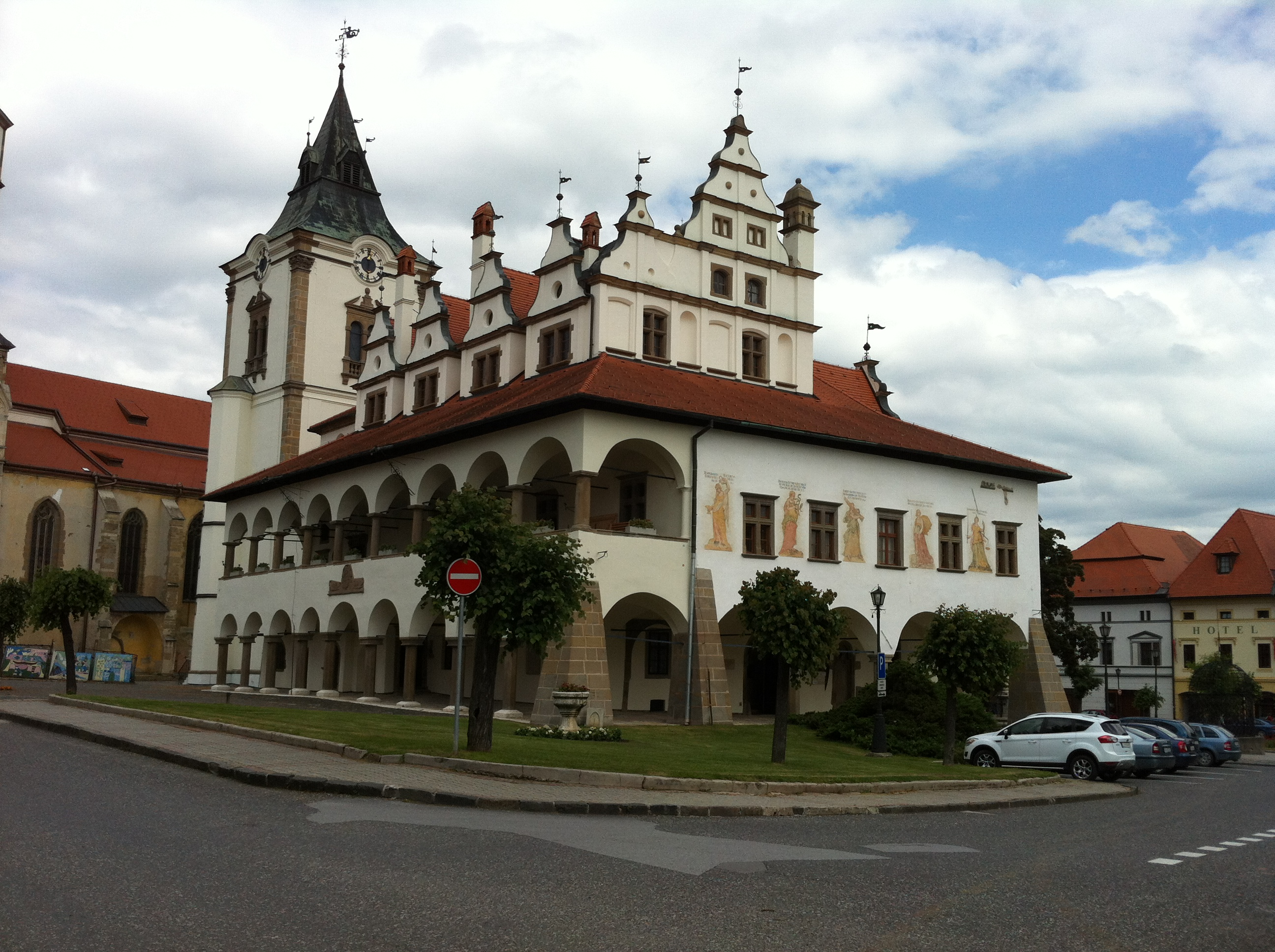
Hôtel de ville
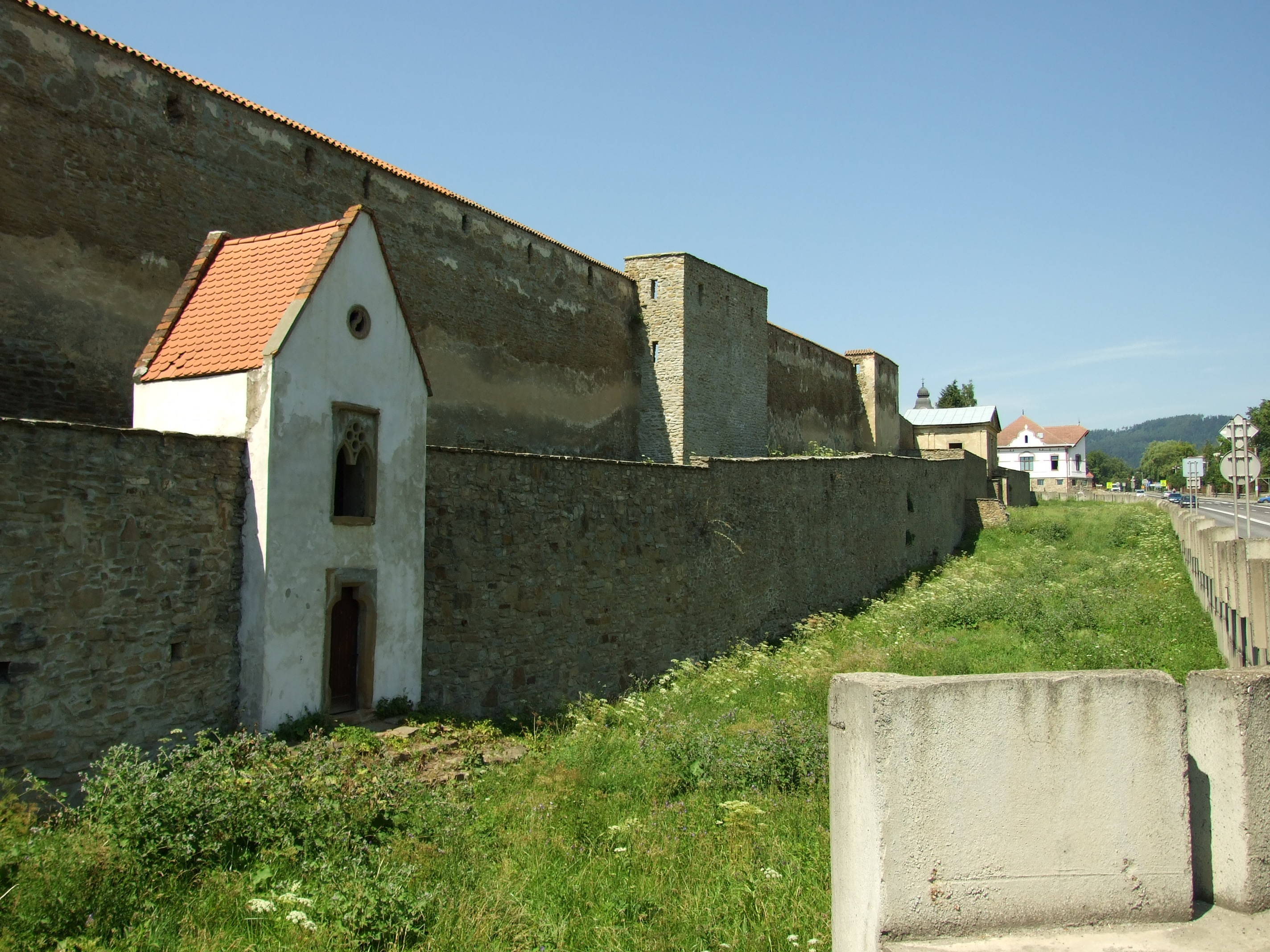
Murs
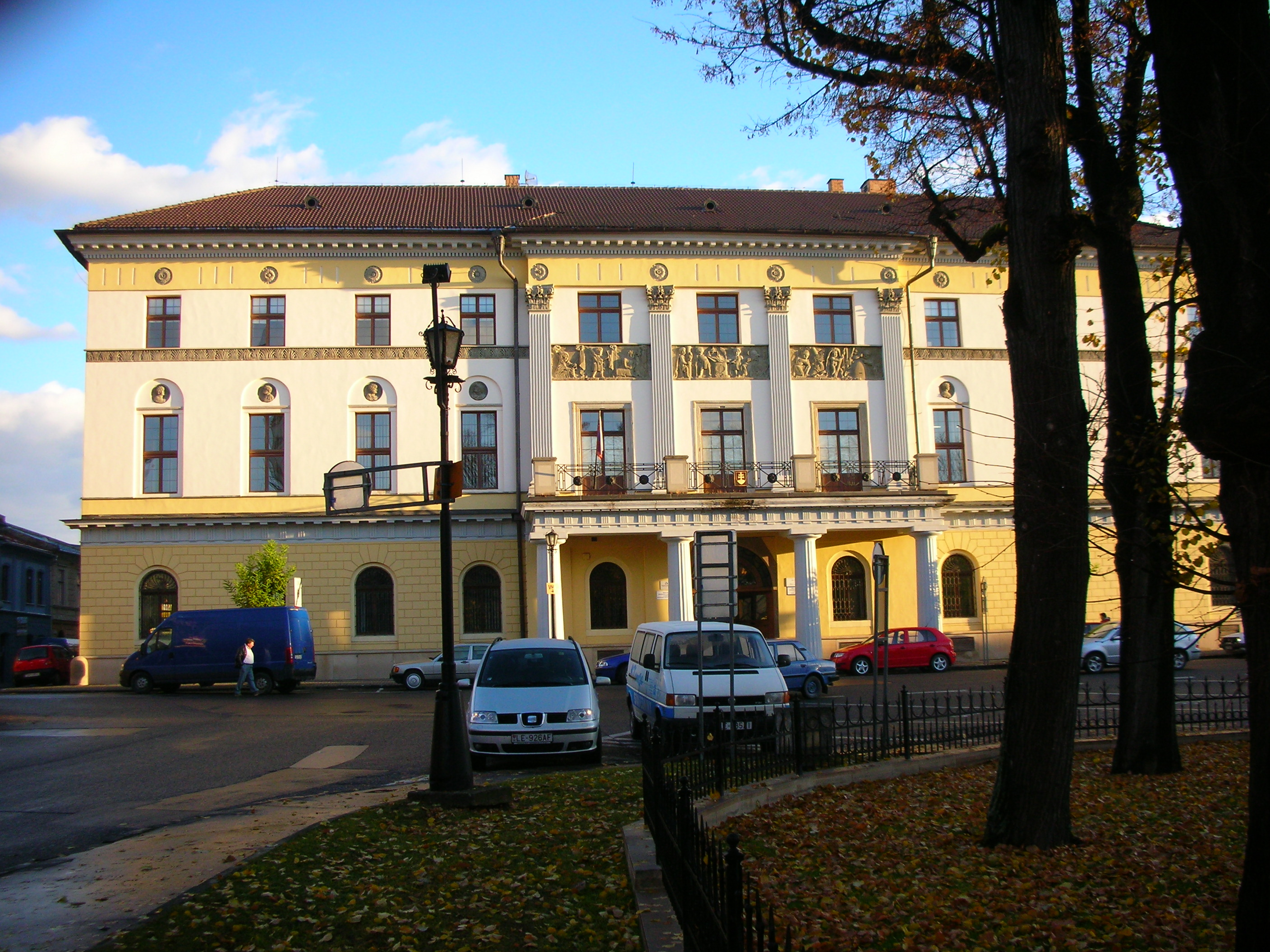
Hôtel du Comté
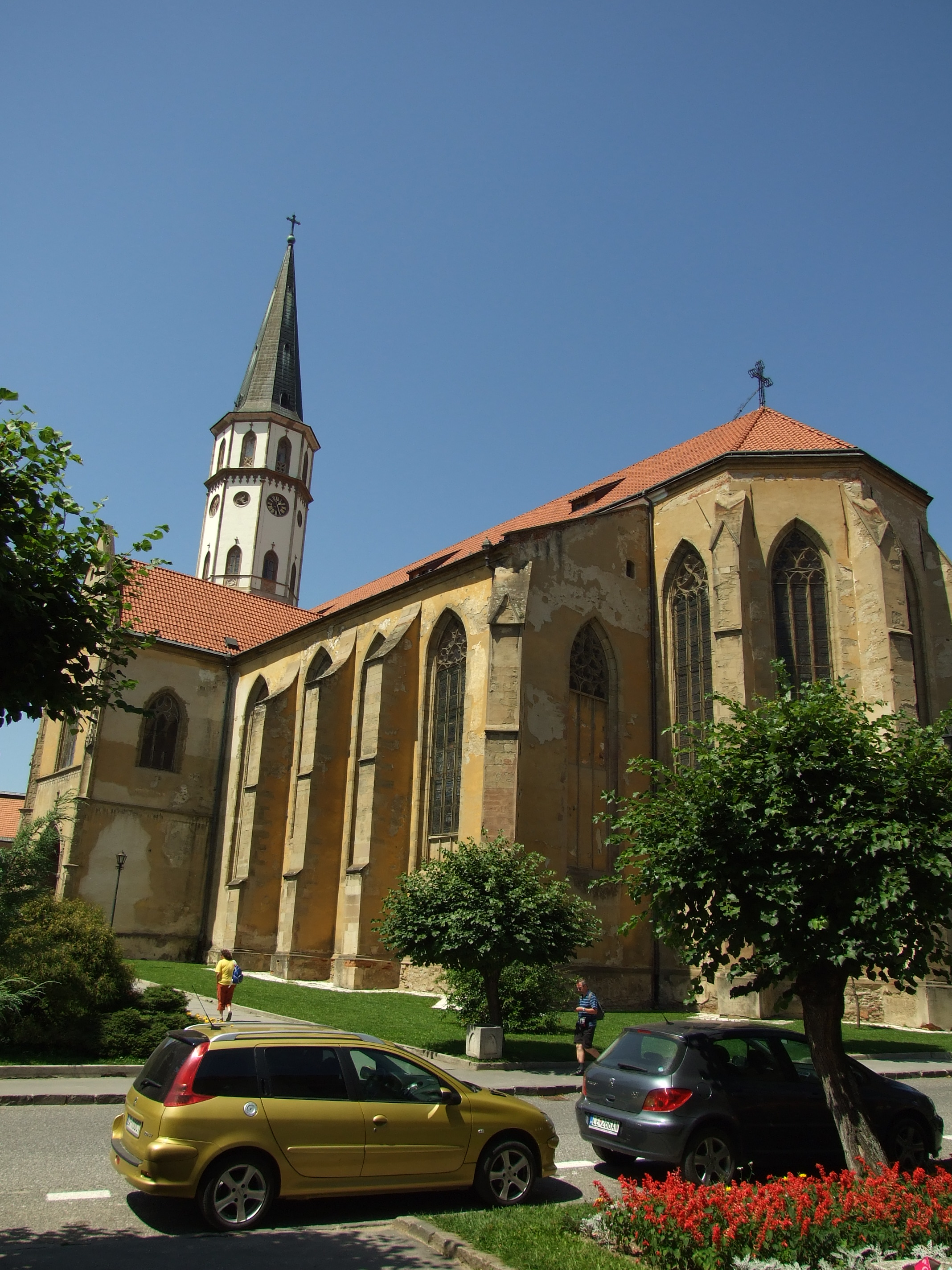
Église gothique
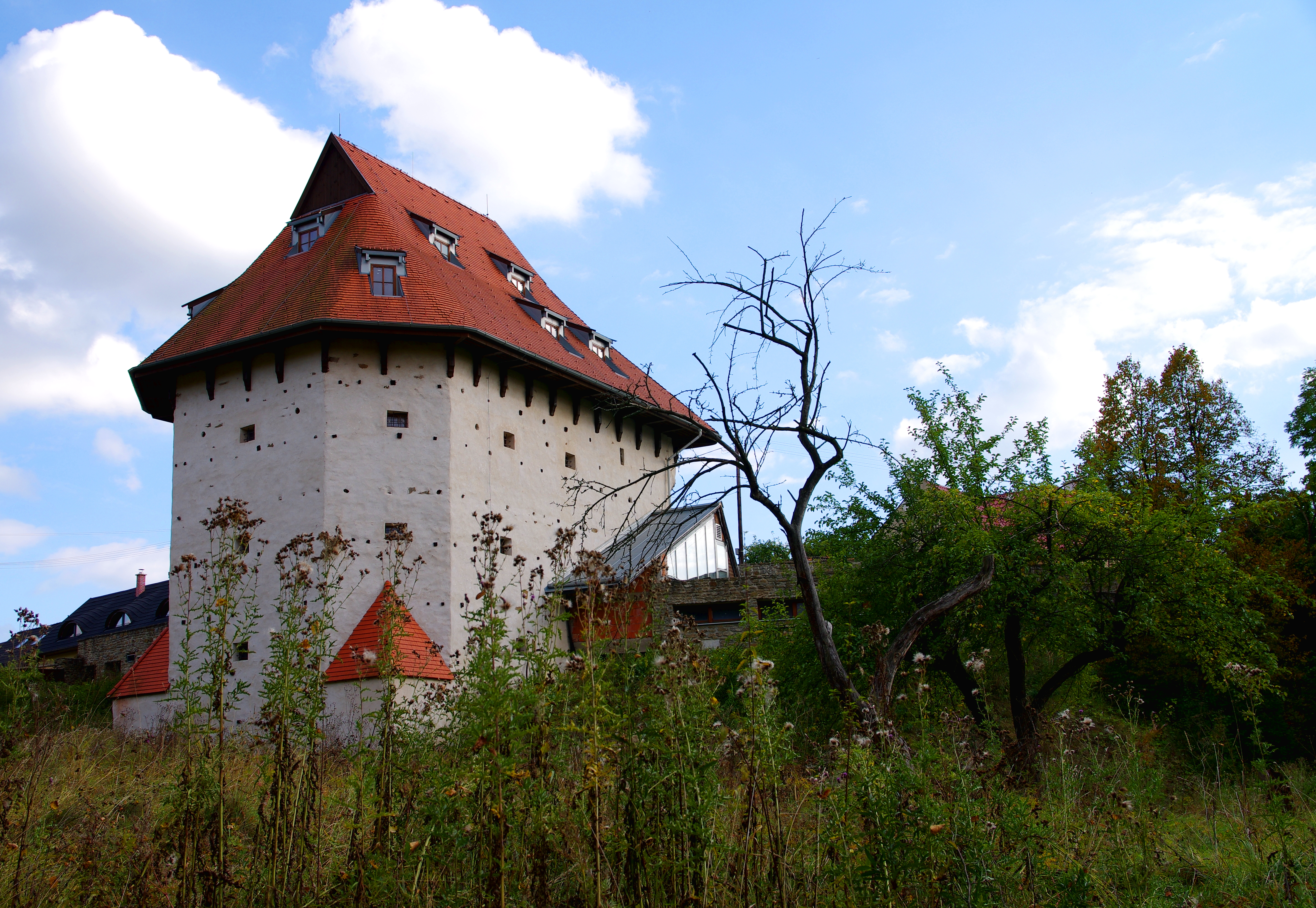
Bastion
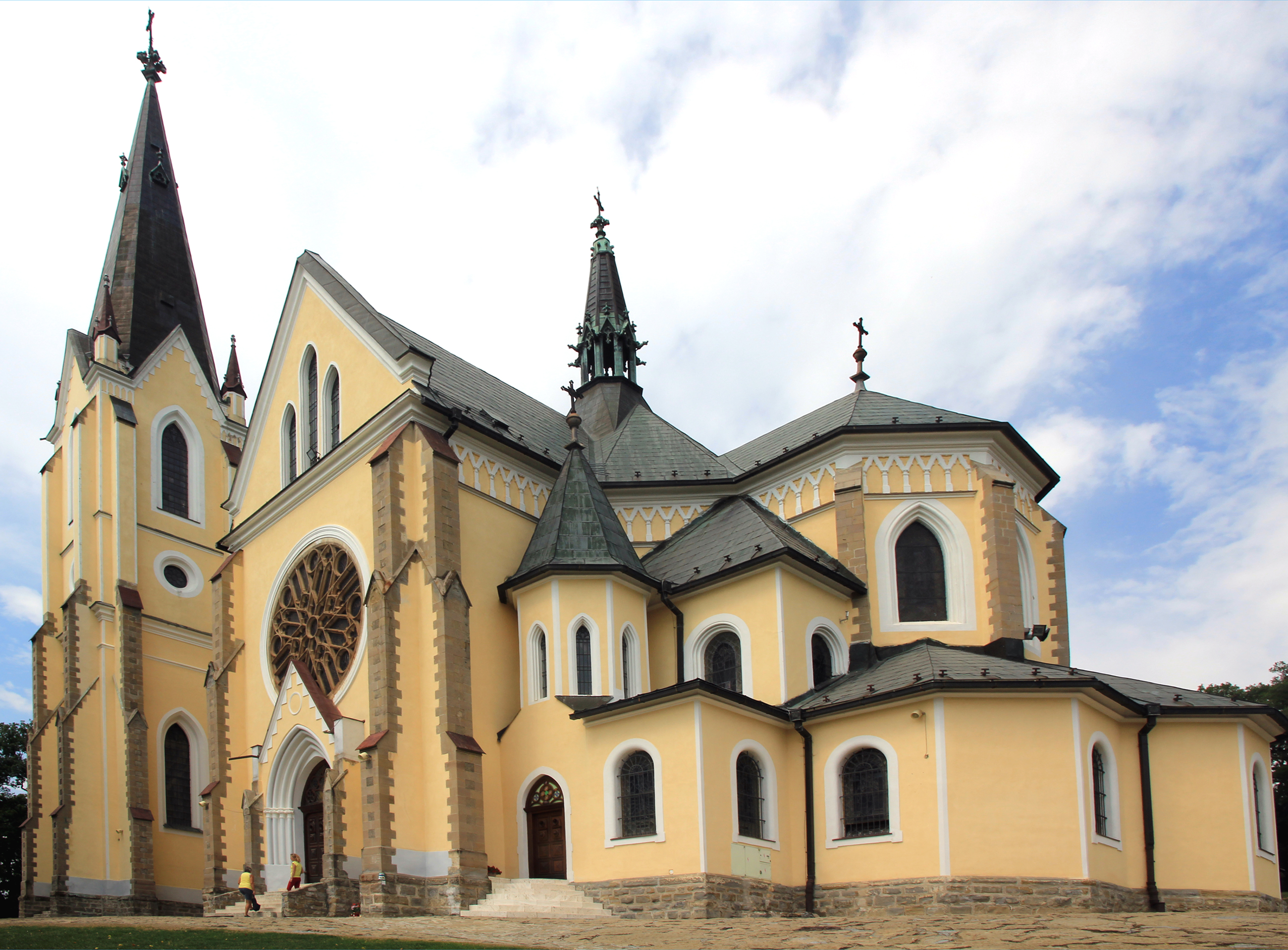
Basilique
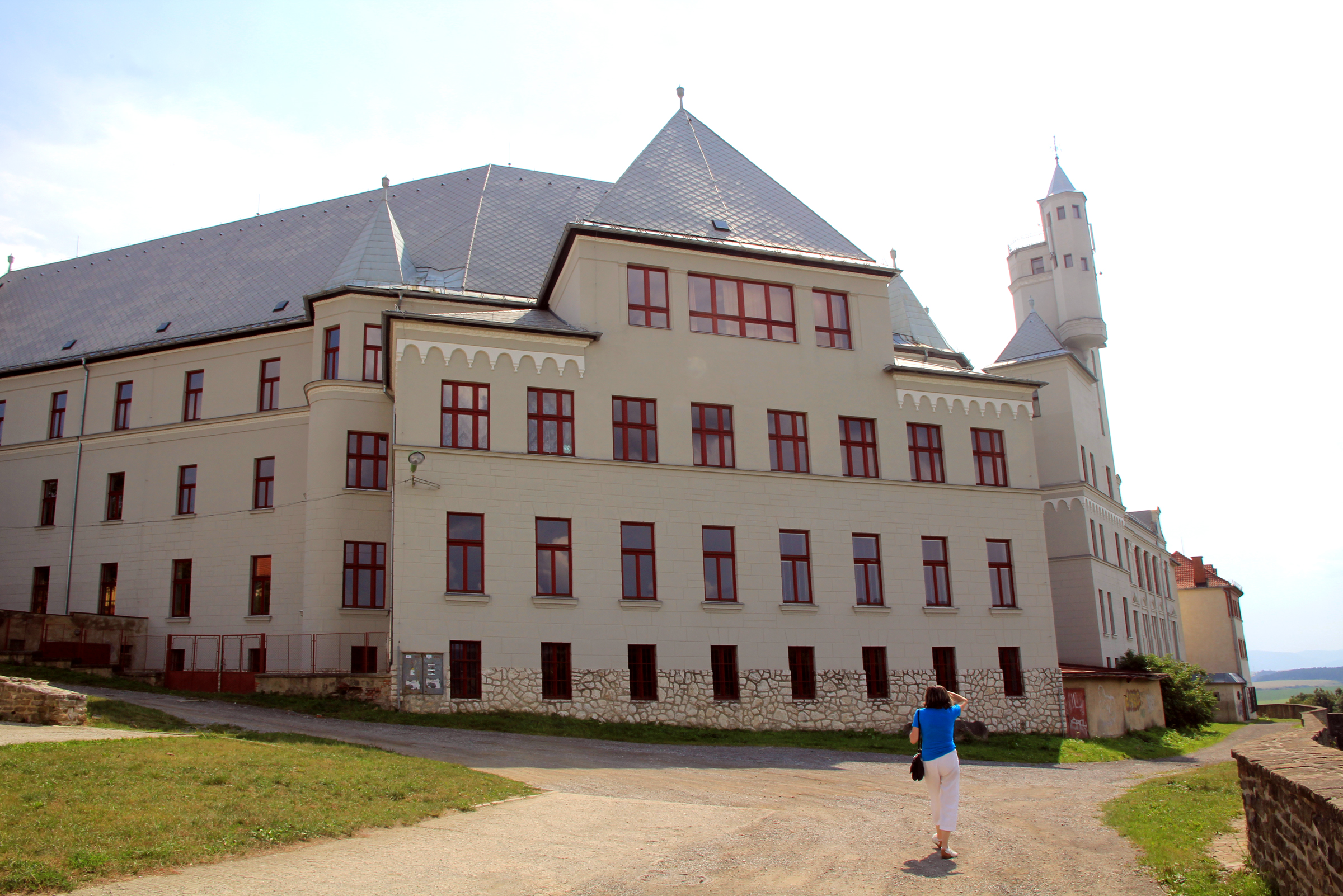
Lycée
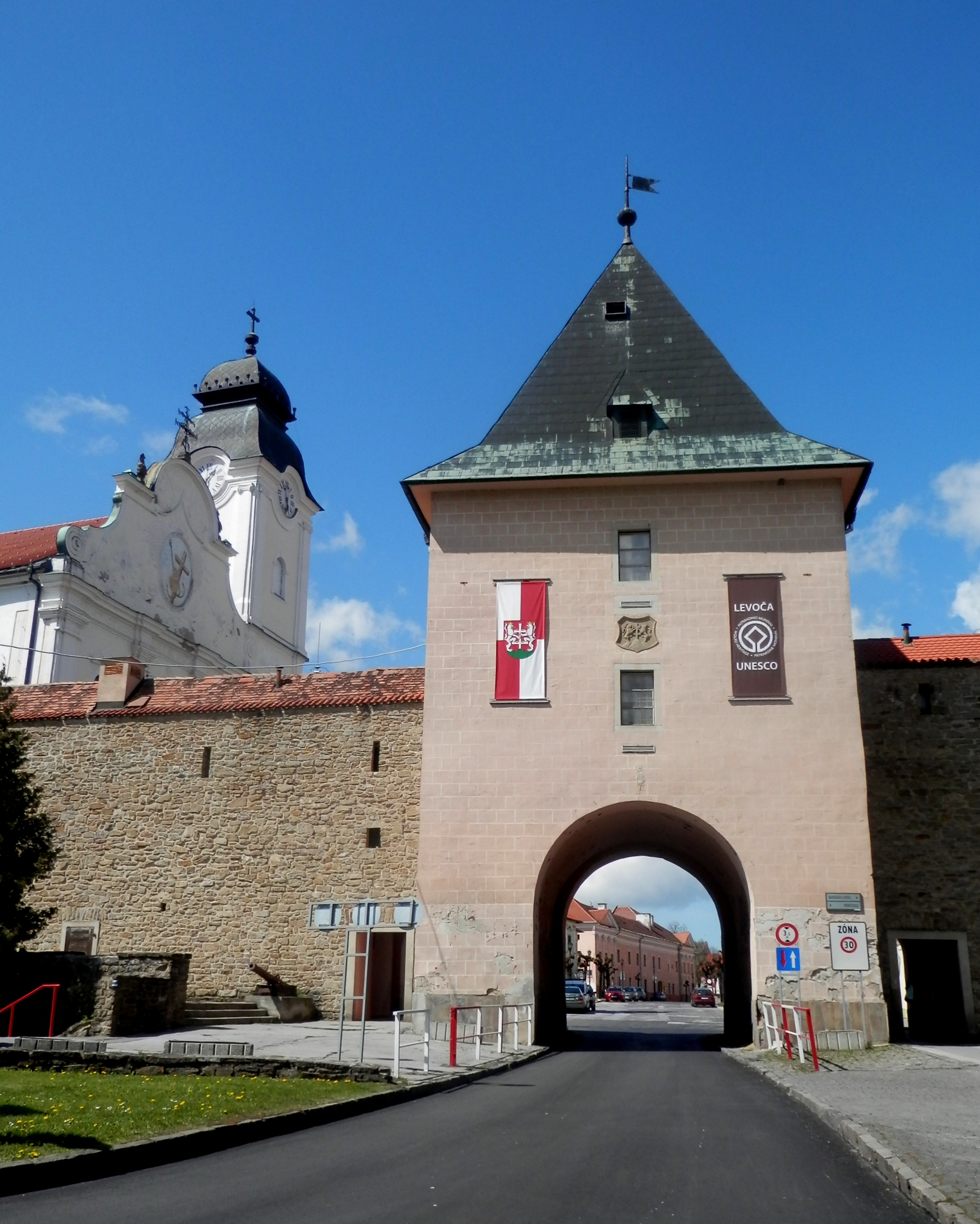
Porte
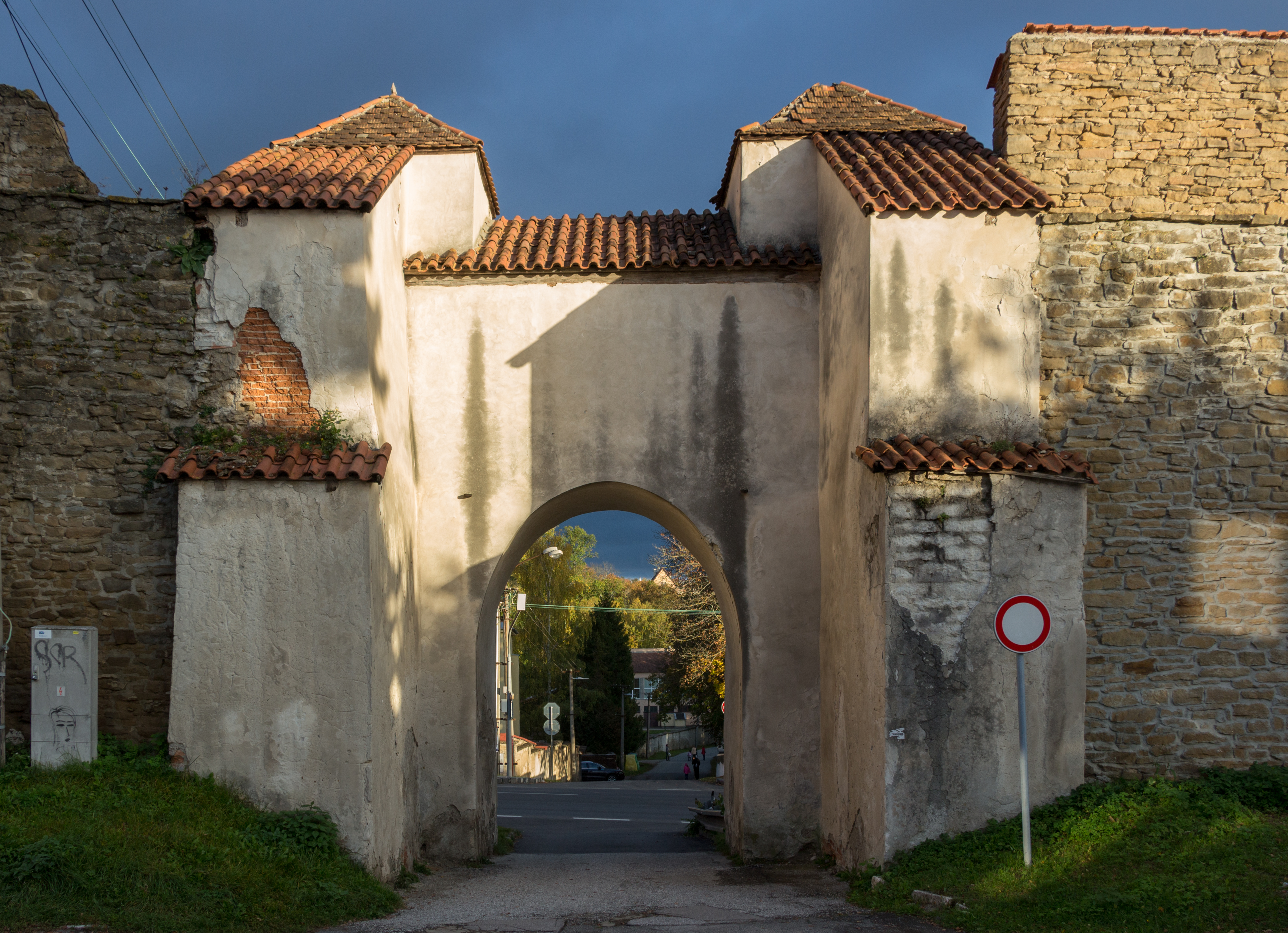
Porte et murs
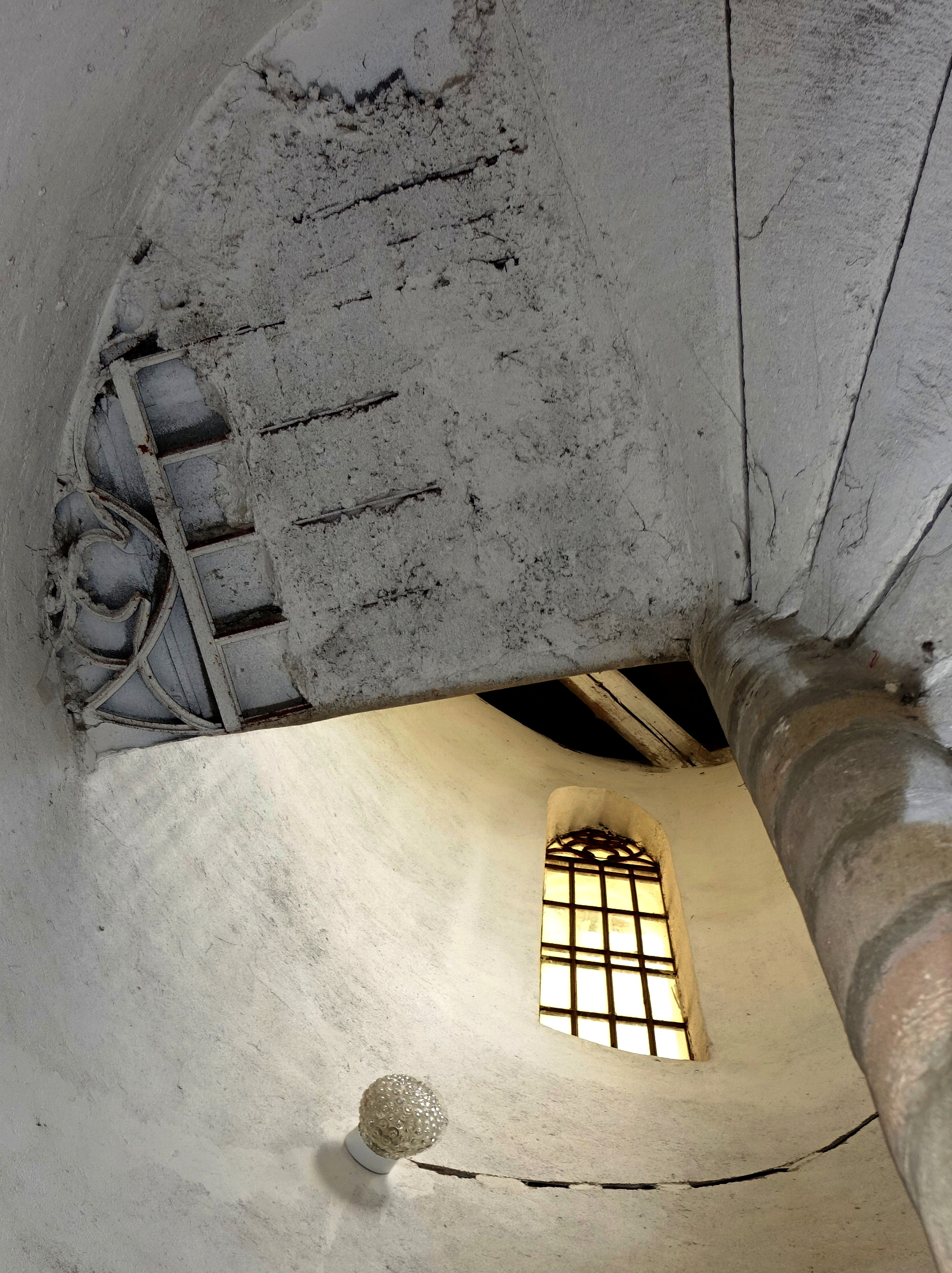
Dans la basilique de la visitation à Levoča. Aout 2019.

### Rues

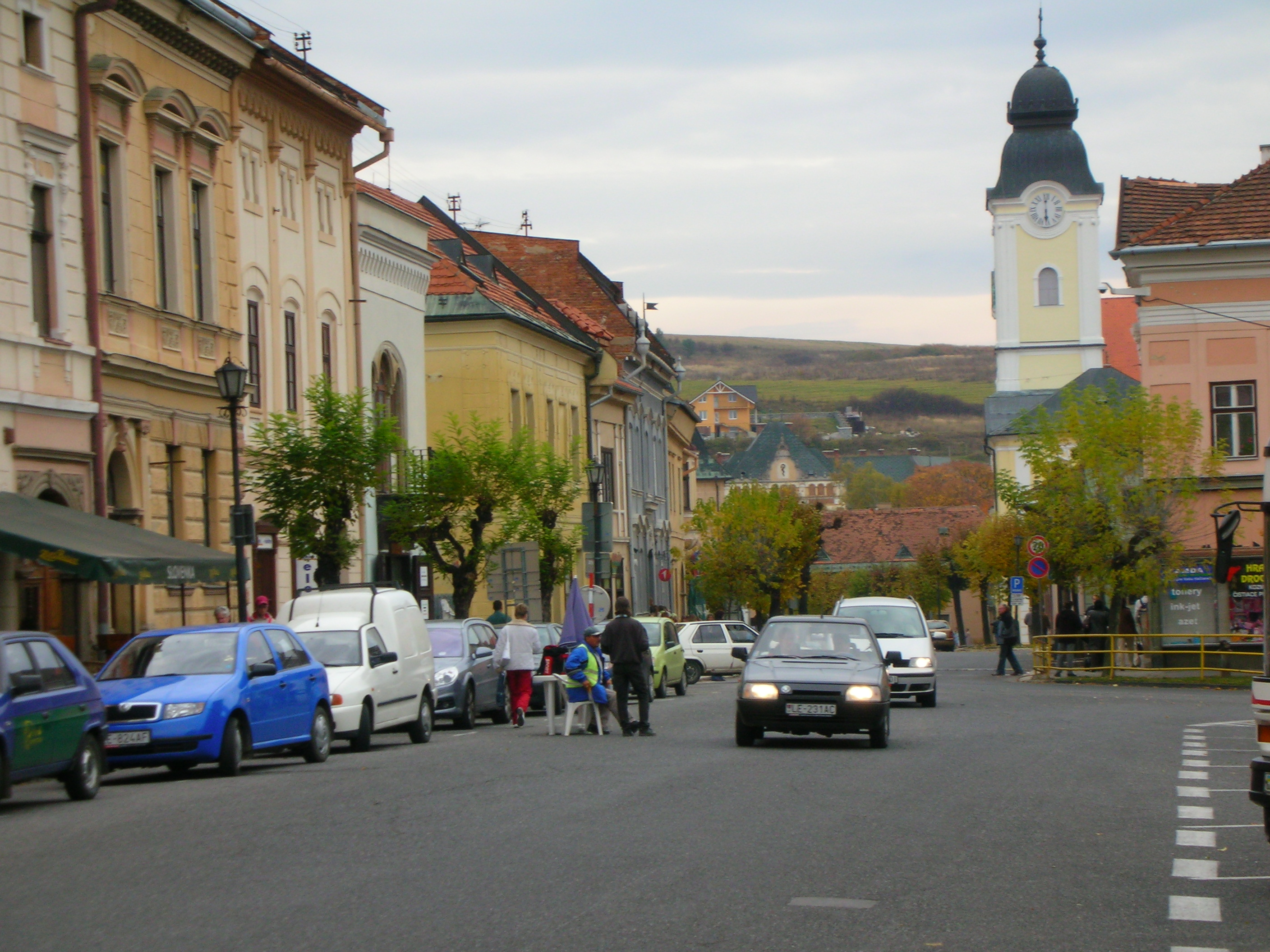
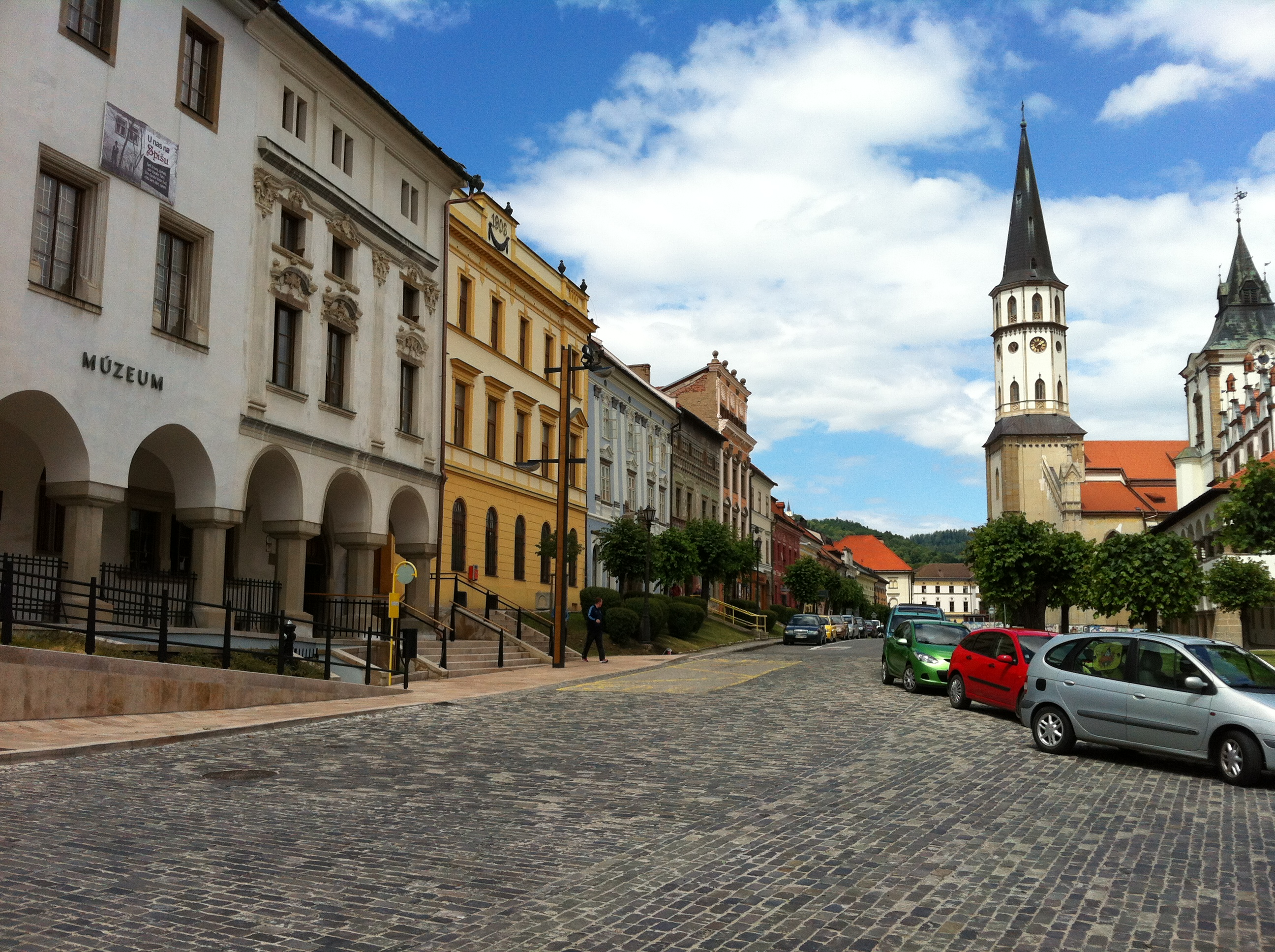
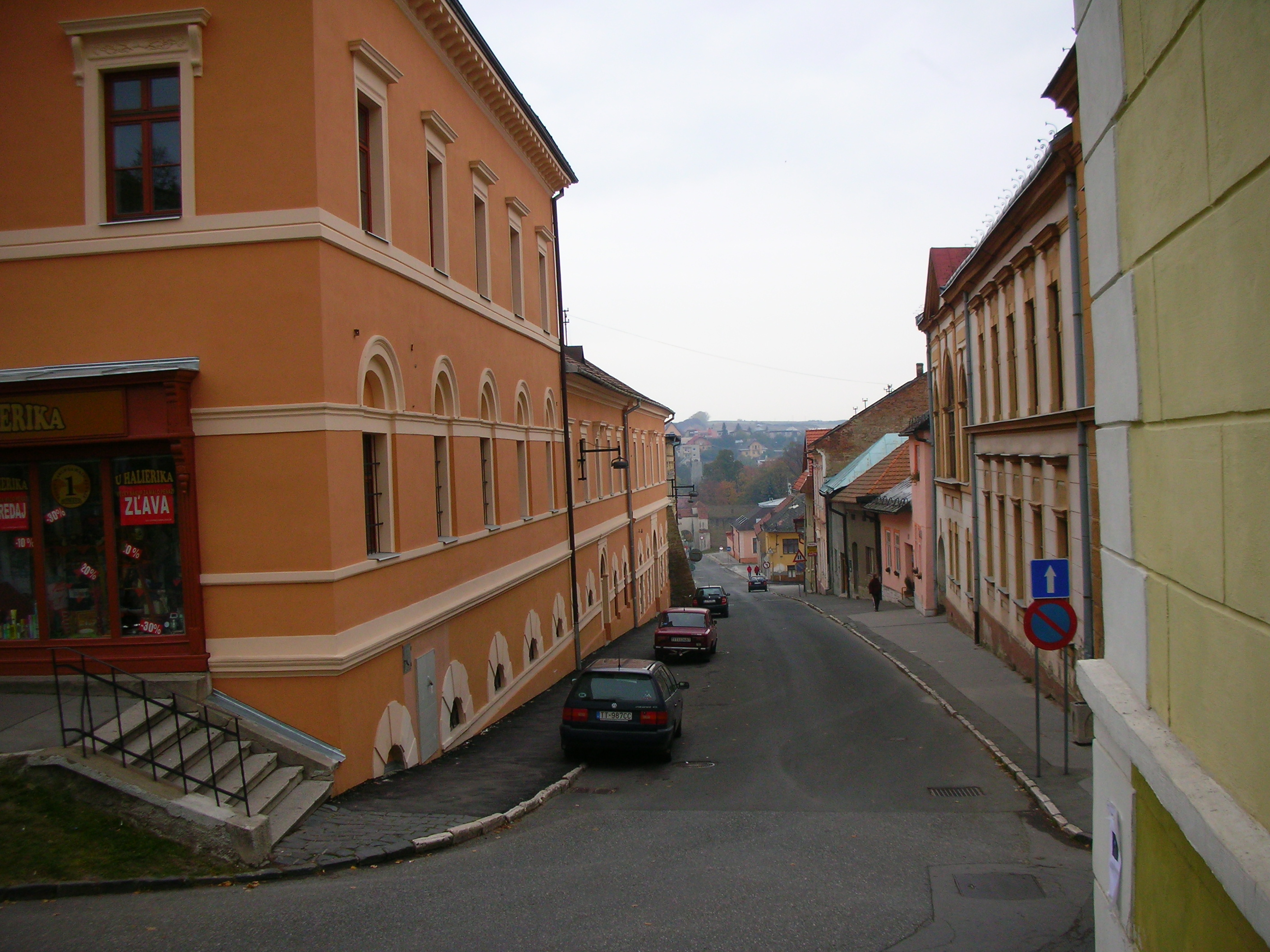
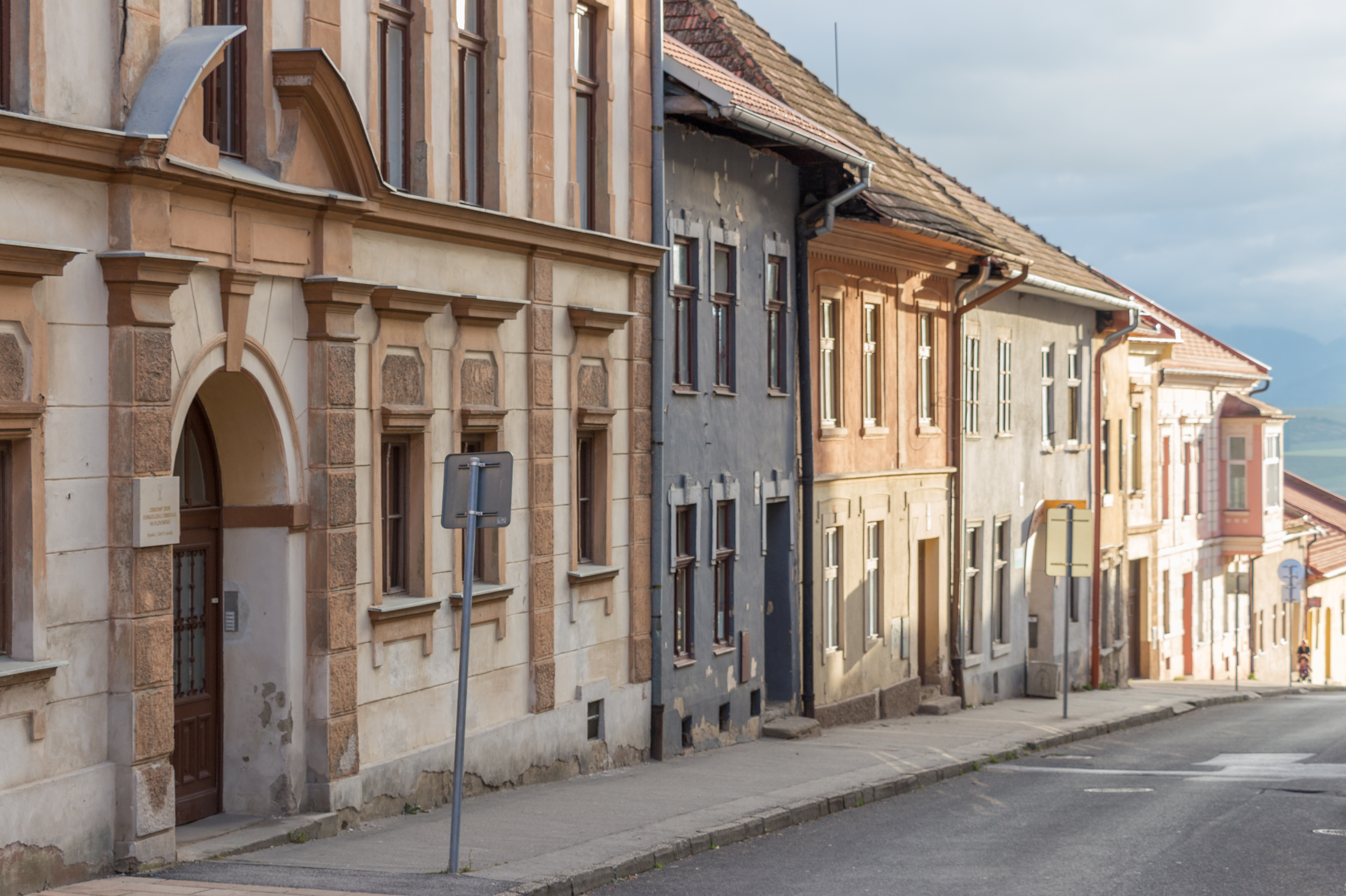
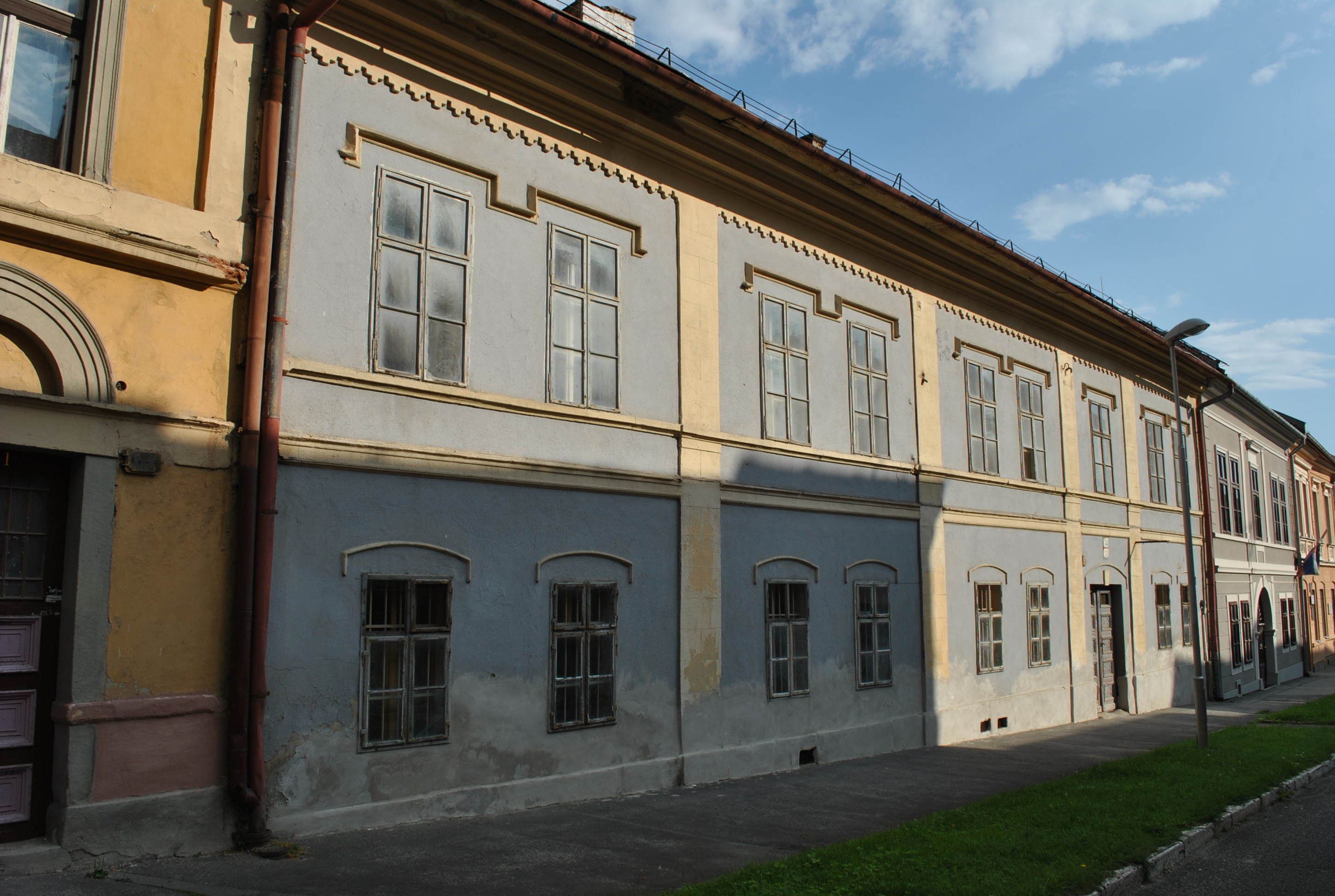

### Façades

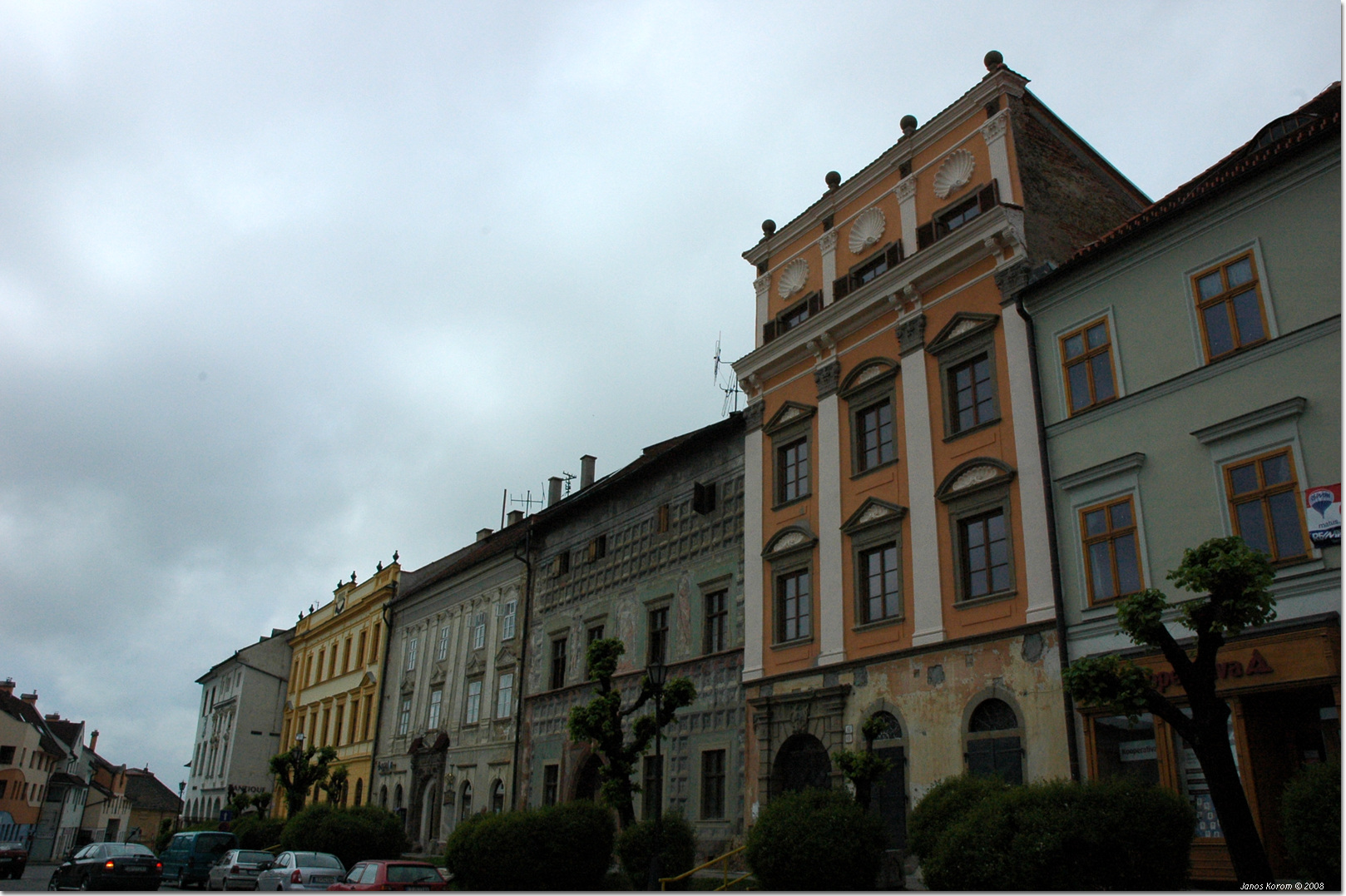
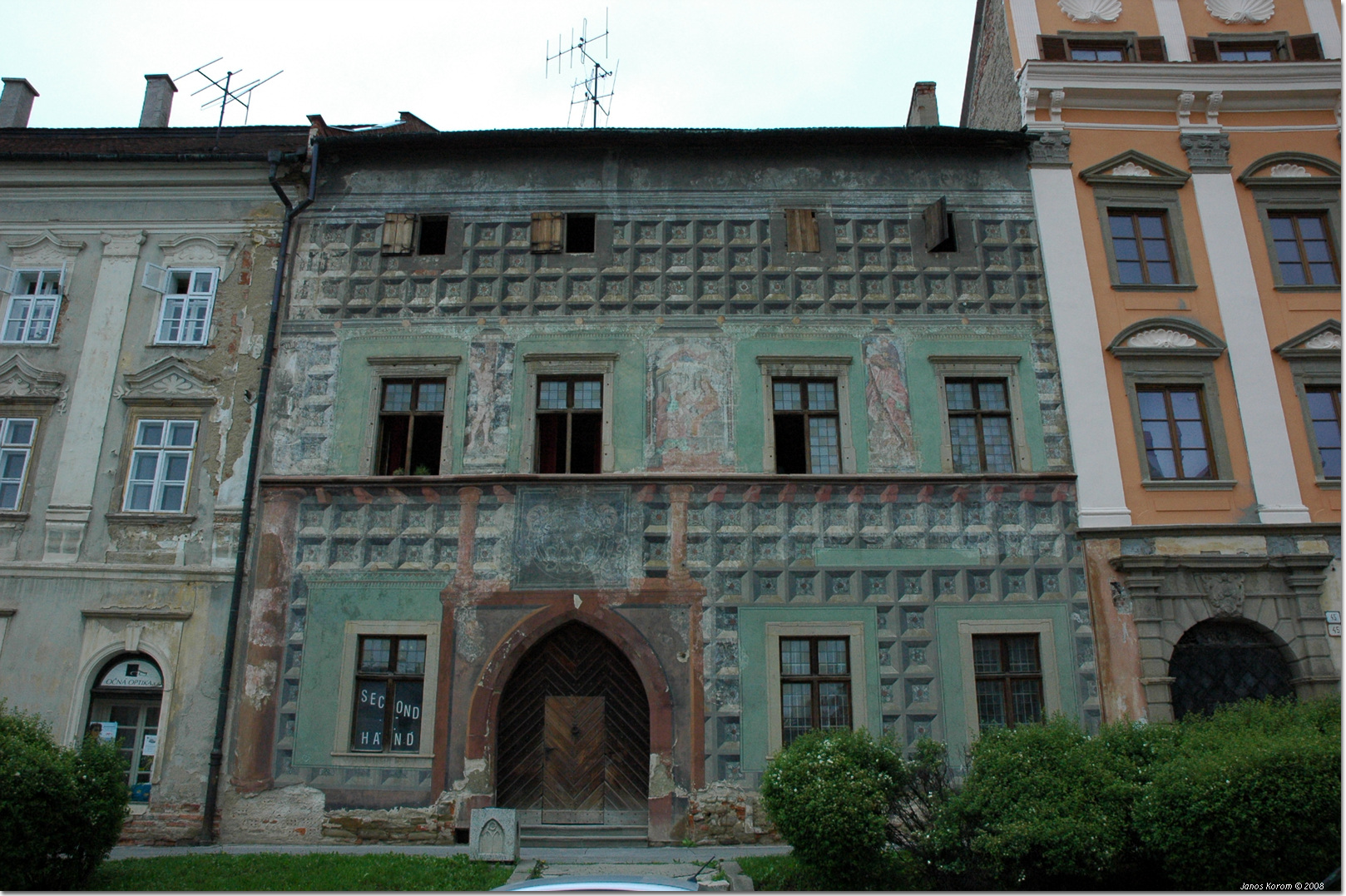
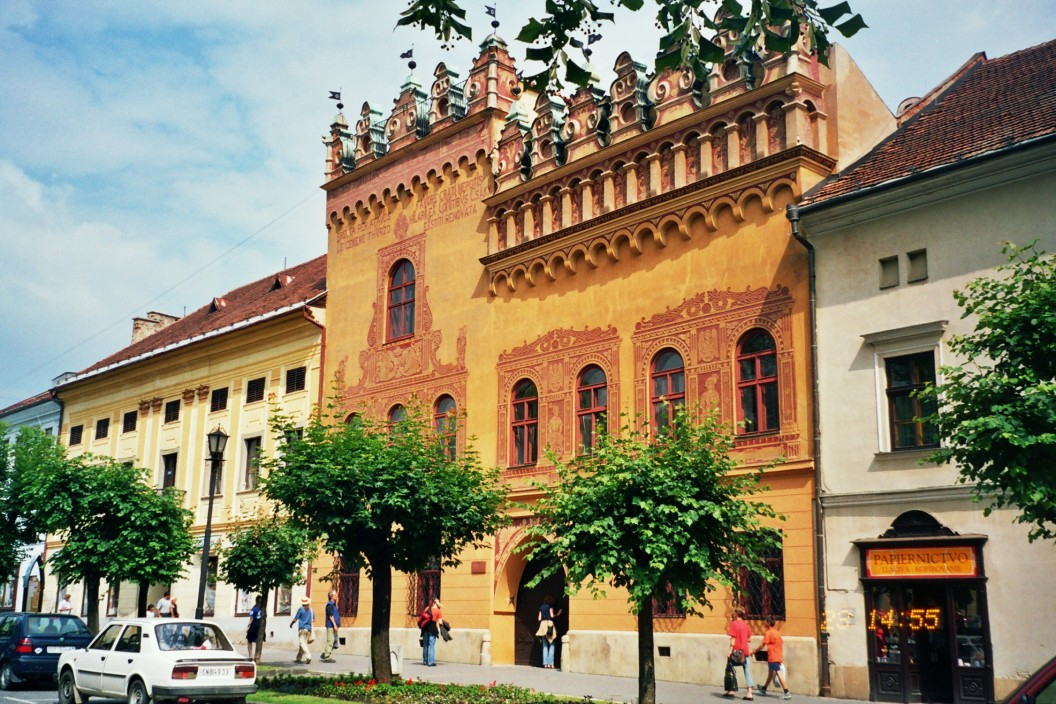
Maison de Thurzo
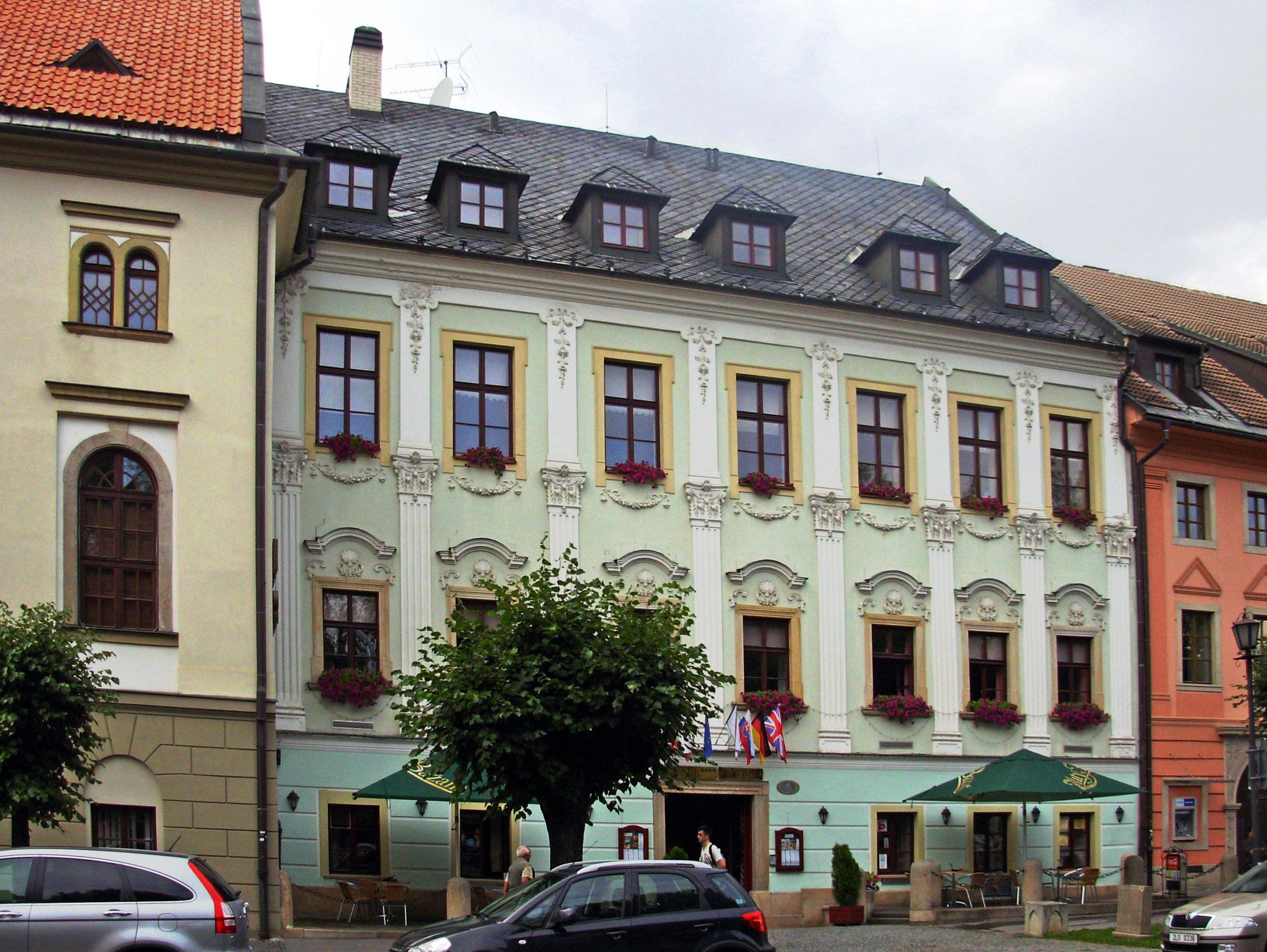
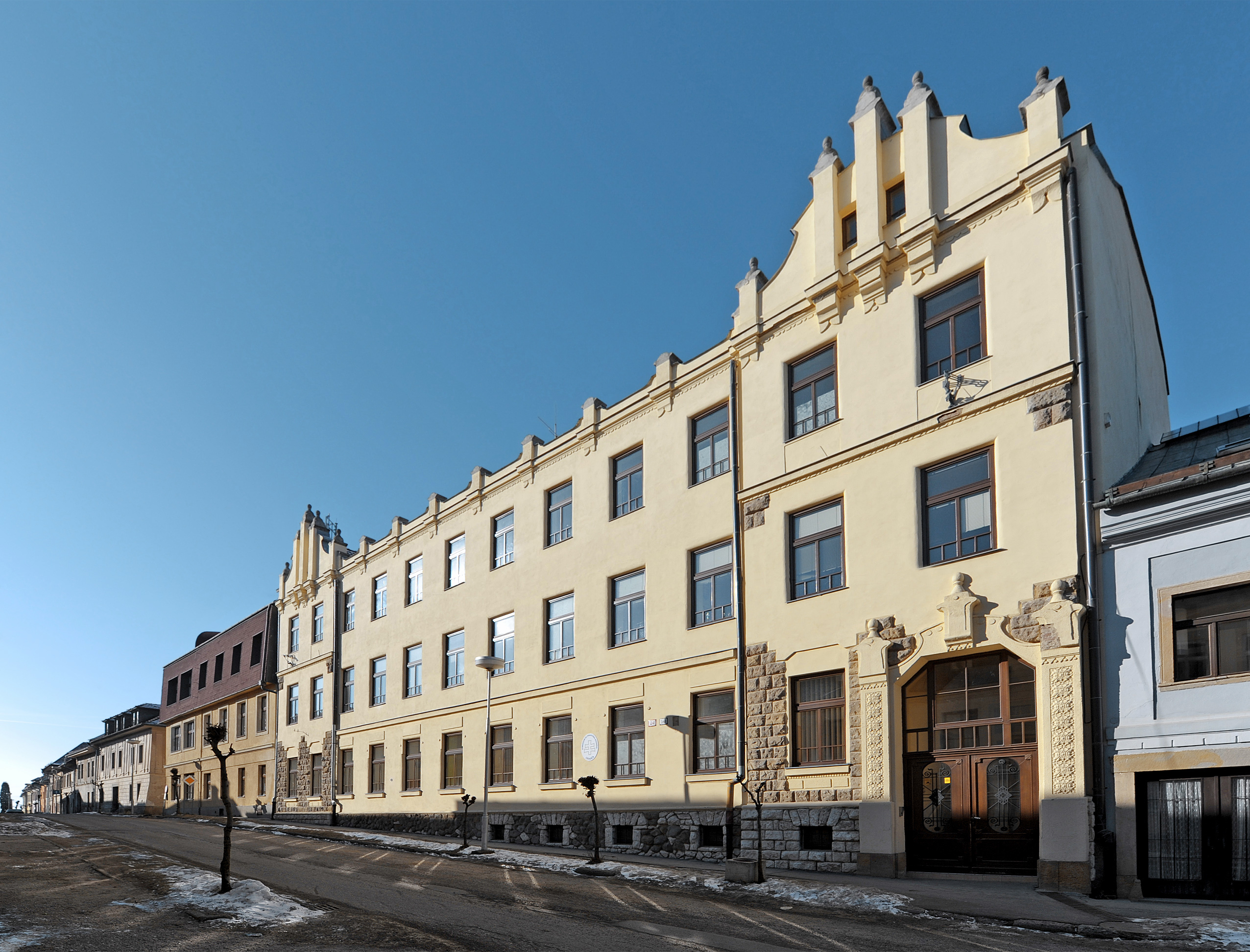
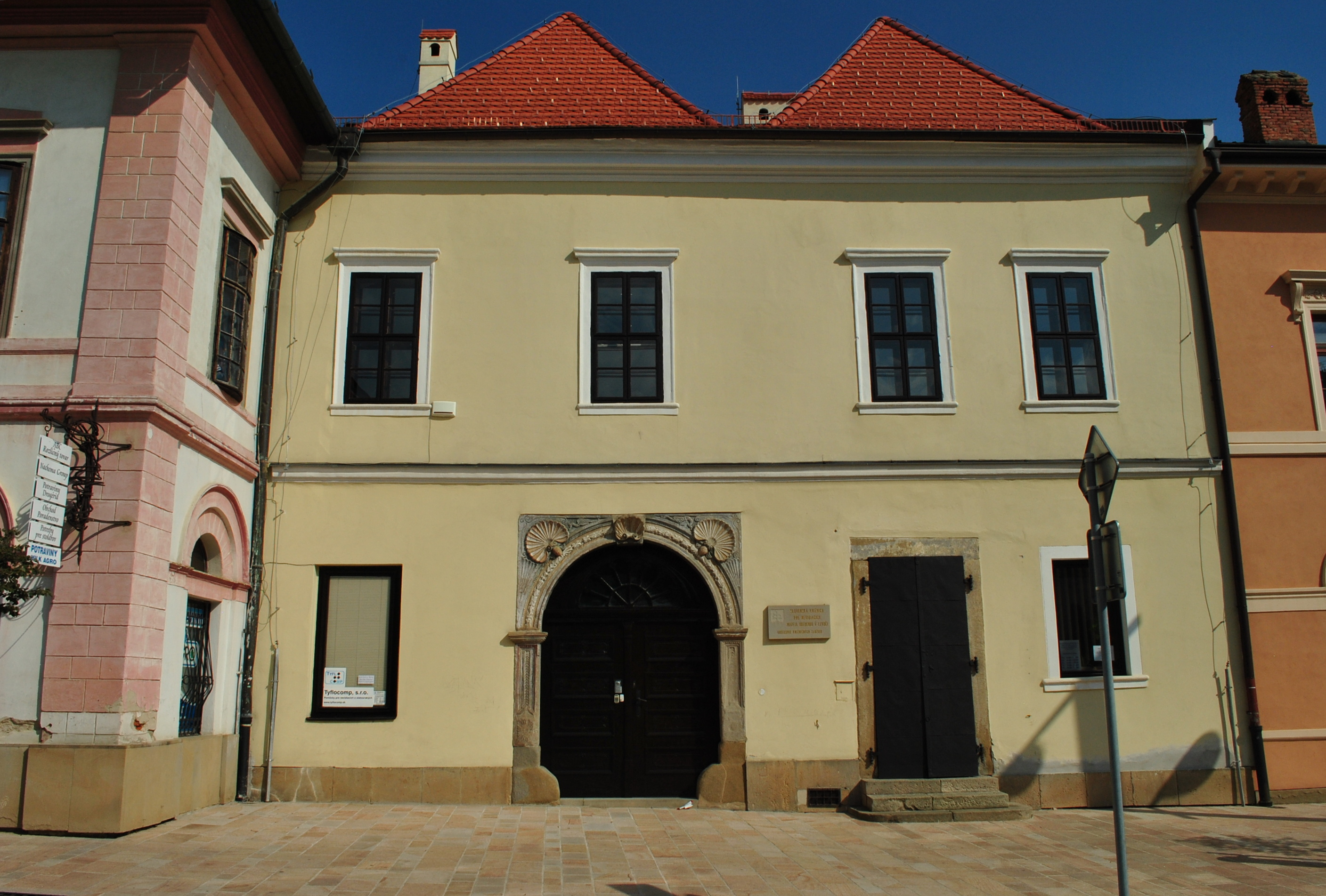

## Manifestation
Le premier week-end de juillet a lieu un important pèlerinage consacré à la Vierge Marie.

## Transport

### Transport routier
Levoča se situe sur l'axe Route européenne E 50. l'autoroute D1 étant en construction cette route est actuellement encore une route nationale.

### Transport ferroviaire
Levoča possède une gare sur la Ligne 186 mais le trafic voyageur est interrompu depuis le 1er février 2003 et est remplacé par des bus.

## Administration
La commune se compose de quatre quartiers :
- Levoča
- Levočská Dolina
- Levočské Lúky
- Závada

## Jumelages
- Litomyšl (Tchéquie)
- Stary Sącz (Pologne)
- Kalwaria Zebrzydowska (Pologne)
- Łańcut (Pologne)
- Keszthely (Hongrie)

## Personnalités
- Károly Markó l'Ancien (1791-1860), peintre, miniaturiste et dessinateur autrichien, est né à Levoča.
- Ede Zsedényi (1804-1879, homme politique, est né à Levoča.